# Mosquer rovellat
El mosquer rovellat (Myiophobus rufescens), és una espècie d'ocell passeriforme de la família dels tirànids (Tyrannidae) pertanyent al gènere Myiophobus i fins a l'any 2022 considerada una subespècie de Myiophobus fasciatus. És nativa del litoral àrid del Pacífic de l'oest d'Amèrica del Sud.

## Distribució i hàbitat
Es distribueix per gairebé tot el litoral oest del Perú (cap a sud des de Lambayeque) i l'extrem nord de Xile (oest d'Arica).
Aquesta espècie és considerada força comuna al Perú, però rara a Xile, en els seus hàbitats naturals: els arbusts alts i secs, pastures abandonades, i vores de boscos esclarissats i també secundaris, des del nivell del mar fins als 500 m d'altitud a Xile.

## Sistemàtica

### Descripció original
L'espècie M. rufescens va ser descrita per primera vegada per l'ornitòleg italià Tommaso Salvadori el 1864 sota el nom científic Myiobius rufescens; la localitat tipus donada és: «Brasil; error = Lima, Perú».

### Etimologia
El nom genèric Myiophobus es compon de les paraules del grec antic «μυια (muia)», «μυιας (muias)» que significa “mosca”, i «φοβος (phobos)» que significa “terror”, “por”, “pànic”; i el nom de l'espècie rufescens, prové del llatí« rufescens», «rufescentis» que significa “vermellós”.

### Taxonomia
La present espècie, i el mosquer estriat occidental (Myiophobus crypterythrus), van ser tradicionalment tractades com a subespècies del mosquer estriat (Myiophobus fasciatus), però, com ja va ser anticipat per autors anteriors, com Ridgely i Tudor (2009), van ser separades com a espècies plenes amb base en diferències de plomatge i de vocalització, el que va ser seguit per les principals classificacions i pel Comitè de Classificació de Sud-americà (SACC) en la Proposta No 963. És monotípica.
Les principals diferències apuntades per justificar la separació són: difereix de M. fasciatus pel pit roig pàl·lid sense estries i no marró estriat; la gola i el ventre color vermell pàl·lid i no beix; pel cant diürn estructuralment diferent (generalment amb dos ocells fent duet asíncron): un trinat al qual aparentment li falta una llarga nota inicial i, de mitjana, amb major nombre de notes; difereix de M. crypterythrus pel pit vermell pàl·lid llis i no blanc estriat de gris; la gola i el ventre color vermell pàl·lid i no blanc; les parts superiors color de civada i no gris pissarra; i pel cant diürn.